# VTOL

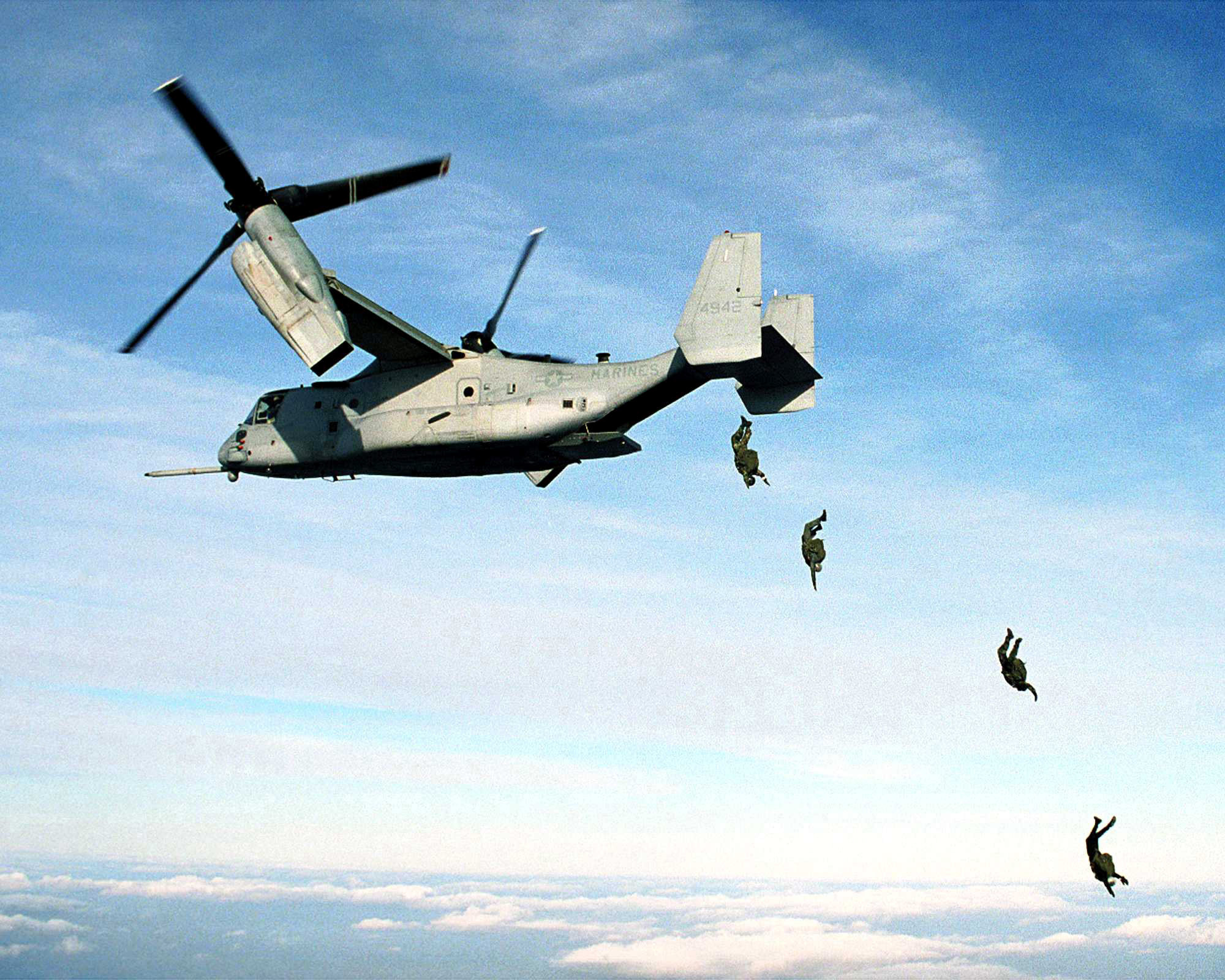
Een V-22 Osprey, een bekend voorbeeld van een VTOL-vliegtuig.

VTOL, een afkorting voor Vertical Take-Off and Landing, slaat op vliegtuigen die verticaal kunnen opstijgen en landen. Andere luchtvaartuigen die dit kunnen, zoals helikopter, luchtballonnen en zeppelins, worden doorgaans niet tot VTOL gerekend. Sommige vliegtuigen kunnen zowel in VTOL mode als in normale mode opereren; anderen kunnen alleen maar landen en opstijgen middels VTOL vanwege bijvoorbeeld het ontbreken van een landingsgestel.
Er zijn momenteel twee type VTOL-vliegtuigen in militaire dienst:
- Met een tiltrotor — de Bell Boeing V-22 Osprey
- Met straalaandrijving — de Harrier-familie, de YAK-38 en de F-35.

Ook bij sommige draagraketten of delen daarvan wordt VTOL toegepast. Verticaal opstijgen is bij grote raketten allang zeer gebruikelijk, het speciale is in dit geval dus het verticale landen. 

## Geschiedenis
In 1928 ontving Nikola Tesla het patent voor een voorloper van een VTOL-vliegtuig genaamd de "Flivver".
Tegen het einde van de Tweede Wereldoorlog deden de Duitsers onderzoek naar de mogelijkheden van een VTOL-vliegtuig. Ze ontwikkelden de Heinkel Lerche, maar dit toestel is uiteindelijk nooit gebouwd.
Een van de eerste bijdragen aan VTOL was Rolls-Royce's Thrust Measuring Rig uit 1953. Dit leidde tot de eerste VTOL-motoren die werden gebruikt in Britse vliegtuigen. Het eerste operationele VTOL-vliegtuig was de Short SC.1 uit 1957. Deze werd tegelijk ontwikkeld met een luchtframe, de Hawker P.1127. Deze gingen later samen in productie als de Hawker Siddeley Harrier. 
De Harrier wordt vaak gebruikt in STOVL-mode waardoor hij meer gewicht kan vervoeren. 
In de Sovjet-Unie is door Yakovlev de Yak-38 ontworpen voor gebruik op vliegdekschepen. Van dit model zijn 231 stuks geproduceerd.
NASA heeft ook gebruikgemaakt van VTOL-vliegtuigen, zoals de XV-15. 
In de jaren 60 van de 20e eeuw ontwikkelden de Fransen een versie van de Dassault Mirage III die een snelheid van mach 1 kon bereiken. 
Een belangrijke stap in de ontwikkeling van VTOL-vliegtuigen was de  ontwikkeling van de tiltrotor, die kon worden aangepast voor zowel opwaartse als voorwaartse voortstuwing. De  V-22 Osprey was het eerste vliegtuig met deze rotor.

## eVTOL
Vanaf 2010 werden elektrisch verticaal opstijgende en landende vliegtuigen (eVTOL) ontwikkeld. Deze technologie is ontstaan dankzij de grote vooruitgang in elektrische aandrijving (motoren, batterijen, brandstofcellen, elektronische regelaars) en de opkomende behoefte aan nieuwe luchtvoertuigen voor stedelijke luchtmobiliteit die groenere en stillere vluchten mogelijk maken.